# Can Canyameres (Sant Cugat del Vallès)
Can Canyameres és un edifici del municipi de Sant Cugat del Vallès (Vallès Occidental) que forma part de l'Inventari del Patrimoni Arquitectònic de Catalunya.
És una masia originalment aïllada, però avui té una casa adossada a un costat i a l'altre una peça que s'utilitza de paller. Tipologia habitual: teulada a dos vessants, portal a punt rodó... Té una estructura força simètrica, la finestra central queda perfectament centrada per sobre de la porta d'entrada. La façana és arrebossada.